# Бикматов, Мухаммед Мухаммедзарифович
Мухаммед Мухаммедзарифович Бикматов (баш. Мөхәммәт Мөхәммәтзариф улы Бикмәтов; 1838—1927) — мусульманский религиозный деятель.

## Биография
Родился 16 февраля 1838 года в деревне Аджитарово Челябинского уезда Оренбургской губернии.
12 июля 1866 года был избран на должность второго муллы 2-й соборной мечети города Троицка, а указом Оренбургского губернского правления от 8 февраля 1867 года, был утвержден при ней в званиях имам-хатыба и мударриса.
В 1868 году возглавил приход мечети. При помощи финансовой поддержки попечителей — купцов Яушевых, превратил приходское медресе, в одно из лучших учебных заведений всего южноуральского региона. По его имени приходское медресе получило наименование «Мухаммадия».
Во владении М. Бикматова имелся 2-этажный дом в центре города Троицка, к нему был пристроен магазин, также принадлежавший Бикматову.
В 1894 году в соавторстве с ахуном 1-й соборной мечети города Троицка А. А. Рахманкуловым выпустил сборник хадисов «Ниша светочей» («Мишкат аль-масабих». — СПб., 1894). Являлся сторонником исламского обновления для обеспечения социально-экономического и культурного прогресса единоверцев.
Вместе с З. Х. Расулевым, А. А. Рахманкуловым и Г. М. Максудовым подписал статью о допустимости использования звукового метода и преподавания светских дисциплин в мусульманских училищах, которая в 1908 году была опубликована на страницах газеты «Вакыт» и приобрела значение фетвы. В 1909 году в соавторстве с З. Х. Расулевым и А. А. Рахманкуловым опубликовал небольшую брошюру «Ученые Троицка и новый метод», где авторы выразили своё отношение к новометодному образованию.
По свидетельству современников, на пятничных проповедях М. Бикматов призывал «народ к просвещению, к торговле, к занятиям ремеслами, к тому, чтобы быть настоящими мусульманами и жить по-человечески».

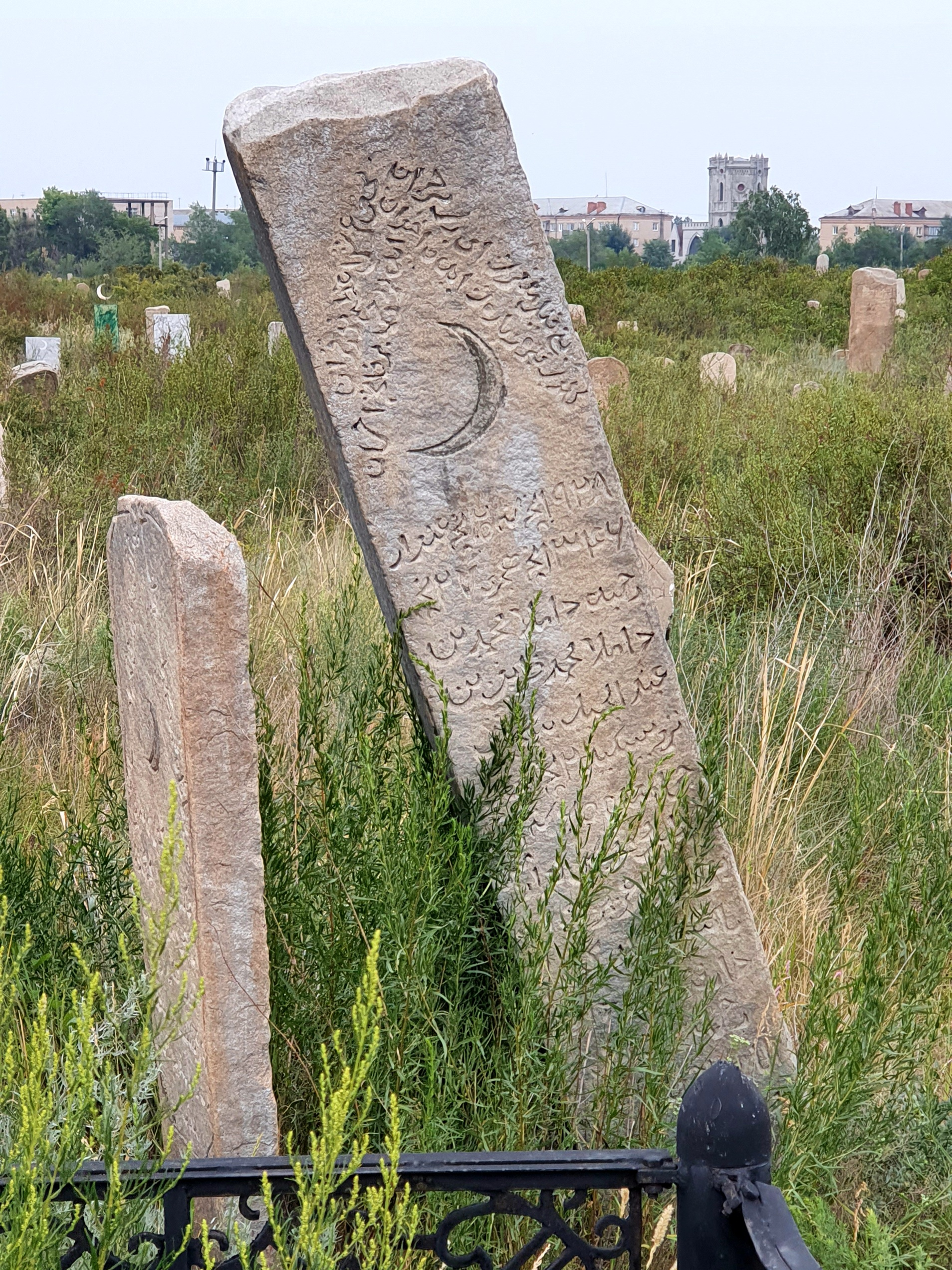
Могила Мухаммеда Бикматова в Троицке

Похоронен на Старом мусульманском кладбище Троицка.

## Семья
- Жена - Магитаб
- Сыновья — Ахмедхасана и Салиха
- Дочери — Сарвар и Асма.[5];